# StarCraft: A teremtők árnyai
A StarCraft: A teremtők árnyai (eredeti címén StarCraft: Shadow of the Xel'Naga) Gabriel Mesta amerikai író science fiction regénye, a második mű, amely a StarCraft univerzumában játszódik. A cselekmény a Bhekar Ro nevű gyarmatbolygó környékén játszódik, ahol a gyakori és nagyon erős viharok egyike felszínre hoz egy ősi Xel’naga leletet. Ez a templom hívja a zergeket és a protossokat is, míg a gyarmatiak a Terran Domíniumot segítségül. Ezen események óriási felforduláshoz vezetnek eme békés világban.

## Fontosabb szereplők
- Octavia Bren: A történet főszereplője, egy gyarmatosító a Bhekar Ro-n, képzetlen szellemi erőkkel rendelkezik. Csatlakozik Xerana-hoz, hogy figyelmeztessen mindenkit a „xel'naga” leletről.
- Edmund Duke tábornok: Az Alfa repülőszázad tábornoka, aki csatába viszi a Terran Erőket a protoss és a zerg ellen a Bhekar Ro-n és harcol a „xel'naga lelet” birtoklásáért.
- Xerana: Egy tanuló sötét pap, aki felfedezi a „xel'naga lelet” által küldött figyelmeztetés igazi jelentését, és megpróbálja értesíteni protoss testvéreit a teremtményről, amely fel készül ébredni benne.
- Koronis végrehajtó: A Konklávé által küldött csapatok vezetője, melynek feladata a sötét papok jeleinek keresése és elődjeiknek, a xel'nagák maradványainak felkutatása.
- Amdor bíró: A bíró, melyet Koronis végrehajtóval küldtek.
- Mayor Jacob „Nik” Nikolai
- Rastin: A férfi, aki tárolja és eladja a vespene gázt a Bhekar Ro lakosainak, és később az első ember, akit megfertőz a zerg a Bhekar Ro-n.
- A Pengék Királynője (Sarah Kerrigan): Ő küldi a Kukulkan fészekaljat a „xel'naga lelet” bevételére.

### Kisebb karakterek
- Lars Bren: Az ember, aki először fedezi fel a xel'naga leletet.
- Scott hadnagy: Az Alfa repülőszázad hadnagya
- Cyn McCarthy
- MacGregor Golding: Egy szellem, akit a xel'naga leletre dobandó bombák irányítására küldtek.

## Magyarul
- A teremtők árnyai; ford. Szente Mihály; Szukits, Szeged, 2004